# Morato (futbolista)
Felipe Rodrigues da Silva (Francisco Morato, Brasil, 30 de junio de 2001), conocido comúnmente como Morato, es un futbolista brasileño que juega como defensa en el Nottingham Forest F. C. de la Premier League.

## Trayectoria
Nacido en Francisco Morato, en el estado de São Paulo, tenía 18 años cuando pasó de las categorías inferiores del São Paulo F. C. al S. L. Benfica en septiembre de 2019, con un contrato hasta 2024. El precio del traspaso fue de 6 millones de euros y el club brasileño se quedó con el 15% de los derechos de su próximo traspaso.
El 22 de septiembre de 2019 debutó como profesional con el S. L. Benfica "B" en la Segunda División de Portugal, jugando los 90 minutos de una derrota por 1-0 en el Leixões S. C. Debutó con el primer equipo el 21 de diciembre, en el último partido de la fase de grupos de la Copa de la Liga de Portugal, de nuevo disputando la totalidad del empate a 2 en el campo del Vitória Setúbal. Esa misma temporada, jugó 10 partidos con el equipo sub-19, que se proclamó subcampeón de la Liga Juvenil de la UEFA, y marcó en la victoria por 3-2 en la liguilla ante el Olympique de Lyon II el 5 de noviembre.
El 27 de septiembre de 2020 marcó su primer gol como profesional en la derrota por 2-1 del filial en el campo del C. D. Mafra; el 17 de octubre fue expulsado en la derrota por 1-0 en el campo del F . C. Arouca. El 30 de abril debutó en la Primeira Liga en una victoria por 2-0 en el campo del C. D. Tondela, sustituyendo a Pizzi en el tiempo añadido. El 23 de mayo fue titular en la final de la Copa de la Liga de Portugal 2021, perdida por 2-0 ante el S. C. Braga en Coímbra; días antes se le había comunicado que estaría en el banquillo para ese partido.
Se le dio entrada en el primer equipo al comienzo de la temporada 2021-22, debido a la lesión del veterano Jan Vertonghen. Marcó su primer gol con ellos el 2 de noviembre, en la primera parte de la derrota por 5-2 ante el Bayern de Múnich en la fase de grupos de la Liga de Campeones de la UEFA.

## Selección nacional
Fue convocado en noviembre de 2019 a la selección brasileña de fútbol sub-20, para los partidos contra Perú y Colombia.

## Estadísticas

### Clubes
Actualizado al último partido disputado el 25 de octubre de 2024.
| Club                               | Div.          | Temporada     | Liga  | Liga  | Copas nacionales | Copas nacionales | Copas internacionales | Copas internacionales | Total | Total |
| Club                               | Div.          | Temporada     | Part. | Goles | Part.            | Goles            | Part.                 | Goles                 | Part. | Goles |
| ---------------------------------- | ------------- | ------------- | ----- | ----- | ---------------- | ---------------- | --------------------- | --------------------- | ----- | ----- |
| S. L. Benfica "B" Portugal         | 2.ª           | 2019-20       | 15    | 0     | —                | —                | —                     | —                     | 15    | 0     |
| S. L. Benfica "B" Portugal         | 2.ª           | 2020-21       | 28    | 4     | —                | —                | —                     | —                     | 28    | 4     |
| S. L. Benfica "B" Portugal         | 2.ª           | 2021-22       | 3     | 0     | —                | —                | —                     | —                     | 3     | 0     |
| S. L. Benfica "B" Portugal         | 2.ª           | 2022-23       | 1     | 0     | —                | —                | —                     | —                     | 1     | 0     |
| S. L. Benfica "B" Portugal         | Total club    | Total club    | 47    | 4     | 0                | 0                | 0                     | 0                     | 47    | 4     |
| S. L. Benfica Portugal             | 1.ª           | 2019-20       | 0     | 0     | 1                | 0                | 0                     | 0                     | 1     | 0     |
| S. L. Benfica Portugal             | 1.ª           | 2020-21       | 2     | 0     | 2                | 0                | 0                     | 0                     | 4     | 0     |
| S. L. Benfica Portugal             | 1.ª           | 2021-22       | 14    | 0     | 6                | 0                | 5                     | 1                     | 25    | 1     |
| S. L. Benfica Portugal             | 1.ª           | 2022-23       | 10    | 1     | 5                | 0                | 5                     | 0                     | 20    | 1     |
| S. L. Benfica Portugal             | 1.ª           | 2023-24       | 21    | 0     | 8                | 0                | 6                     | 0                     | 35    | 0     |
| S. L. Benfica Portugal             | 1.ª           | 2024-25       | 1     | 0     | —                | —                | —                     | —                     | 1     | 0     |
| S. L. Benfica Portugal             | Total club    | Total club    | 48    | 1     | 22               | 0                | 16                    | 1                     | 86    | 2     |
| Nottingham Forest F. C. Inglaterra | 1.ª           | 2024-25       | 5     | 0     | 0                | 0                | —                     | —                     | 5     | 0     |
| Nottingham Forest F. C. Inglaterra | Total club    | Total club    | 5     | 0     | 0                | 0                | 0                     | 0                     | 5     | 0     |
| Total carrera                      | Total carrera | Total carrera | 100   | 5     | 22               | 0                | 16                    | 1                     | 138   | 6     |

## Palmarés

### Títulos nacionales
| Título                | Club          | País     | Año  |
| --------------------- | ------------- | -------- | ---- |
| Primeira Liga         | S. L. Benfica | Portugal | 2023 |
| Supercopa de Portugal | S. L. Benfica | Portugal | 2023 |